# Christian Tein
Christian Tein (prononcé /teɛ̃/) est une figure politique indépendantiste kanak de Nouvelle-Calédonie, né en 1968 sur l'île Ouen au Mont-Dore. Il occupe le poste de secrétaire général adjoint puis de commissaire politique de l'Union calédonienne, une des formations historiques du nationalisme kanak et composante du Front de libération nationale kanak et socialiste (FLNKS), et il est également le porte-parole de la Cellule de coordination des actions de terrain (CCAT). Tein est désigné président du FLNKS en août 2024 par deux des composantes de cette alliance, les deux autres - le Parti de libération kanak (Palika) et l'Union progressiste en Mélanésie (UPM) - ne le reconnaissant pas.

## Biographie
Né en 1968, Christian Tein est issu d'une famille très impliquée dans la vie coutumière et politique de Nouvelle-Calédonie, historiquement engagée au sein de l'UC et dans le militantisme indépendantiste. Ainsi, il est le fils d'Emmanuel Tein, grand-chef de l'île Ouen rattaché à la commune du Mont-Dore et élu UC au Congrès du Territoire de 1985 à 1988. Son frère aîné, Tani Tein, a été emprisonné en 1987 pour sa participation à des actions durant les « Événements », quasi guerre civile qui a opposé partisans et opposants à l'indépendance durant les années 1980.

## Carrière politique

### Union calédonienne
En tant que commissaire général du mouvement Union calédonienne, Christian Tein joue un rôle crucial dans le mouvement politique indépendantiste. Il est le garant du règlement intérieur et des statuts de l'Union calédonienne.

### Cellule de coordination des actions de terrain (CCAT)
En tant que porte-parole de la CCAT, Christian Tein a été activement impliqué ces dernières années dans la mobilisation sur le territoire de Nouvelle-Calédonie contre le projet de révision constitutionnelle très largement rejeté par les indépendantistes.
En août 2024, Tein est choisi comme président du FLNKS lors d'un congrès du Front. Cette désignation n'est toutefois pas reconnue par le Palika et l'Union progressiste mélanésienne, deux des quatre formations membres du FLNKS,.

### Accusations et détention
À la suite des émeutes en Nouvelle-Calédonie en mai 2024, il a été interpellé sous l'accusation de participation aux troubles. Il est ensuite détenu en France métropolitaine (au centre pénitentiaire de Mulhouse-Lutterbach) en attendant son procès, tout en niant toute implication dans les violences. 
Le 3 juillet 2024, la chambre de l'instruction de la cour d'appel de Nouméa a décidé de maintenir Christian Tein en détention provisoire en France métropolitaine. Selon l'arrêt, sa présence en Nouvelle-Calédonie pourrait raviver un ressentiment conséquent auprès des milliers de victimes des émeutes, qui ont perdu leur emploi, leur entreprise, leur maison, ou des proches faute d'avoir pu accéder à des soins médicaux en raison des barrages érigés et tenus sur instruction de Christian Tein par les émeutiers. Il se pourvoit en cassation pour contester sa détention en métropole, et la Cour invalide en effet cette décision en octobre 2024, sans le remettre en liberté. Les charges retenues contre lui incluent « complicité de meurtre », « vol en bande organisée avec arme », « destruction en bande organisée du bien d’autrui par un moyen dangereux pour les personnes », « participation à une association de malfaiteurs en vue de la préparation d’un crime et d’un délit », et « participation à un groupement formé en vue de la préparation de violences contre les personnes ou de destruction de biens ». Selon l'accusation, les émeutes du 13 mai ont été méthodiquement organisées par la CCAT, avec des référents de quartier pour canaliser l'action des jeunes issus des quartiers populaires.
En mai 2025, les juges ordonnent sa remise en liberté et celle de trois responsables de la cellule de coordination des actions de terrain, mais un contrôle judiciaire requis les empêche de se rendre en Nouvelle-Calédonie. Les juges considèrent que rien ne démontre que Christian Tein aurait organisé ou encouragé des attroupements armés ; au contraire, il aurait appelé au calme. Il est libéré sous conditions en juin 2025, malgré l'appel du parquet, et demeure ainsi sous l'interdiction de contacter les autres protagonistes du dossier et de retourner en Nouvelle-Calédonie.

### Défense et partisans
Malgré ces accusations, Christian Tein conteste fermement avoir donné des ordres de commettre des exactions, affirmant au contraire être préoccupé par l'état de la Nouvelle-Calédonie et non par son propre sort. Ses avocats envisagent de demander prochainement son placement sous bracelet électronique.
Christian Tein est soutenu par plusieurs personnalités, partis ou associations en Nouvelle-Calédonie comme en France métropolitaine ainsi que parmi la base militante de l'Union calédonienne de laquelle il est très apprécié. Environ 200 personnes ont manifesté à Mulhouse en juin 2024 pour réclamer sa libération, soulignant leur conviction de son innocence et dénonçant ce qu'ils perçoivent comme une injustice et une déportation injustifiée.
Tein est respecté par ses partisans pour son « leadership » qui serait « rassembleur ». Il aurait souvent plaidé pour des actions pacifiques. Par exemple, il aurait maintenu une position publique en faveur du dialogue et de la paix, même en période de forte tension. Lors d'une rencontre avec des sénateurs, il a réaffirmé sa volonté de voir les discussions reprendre pour assurer la survie de la Nouvelle-Calédonie, insistant sur la nécessité de rétablir le dialogue entre les différentes parties.